# 小島勗
小島 勗（こじま つとむ、1900年（明治33年）6月1日 - 1933年（昭和8年）1月6日）は、日本の小説家、劇作家。

## 来歴
1900年6月1日、宮城県仙台市に生まれる。長野県旧制松本中学（現在の長野県松本深志高等学校）を経て、1924年に早稲田大学文学部哲学科卒業。在学中に横光利一や中山義秀と同人誌『塔』を発行した。卒業後はプロレタリア文学に傾倒し、1925年、『早稲田文学』に「地平に現れるもの」を発表したが発禁処分となる。翌年には『新小説』に「遥かなる眺望」、創作集『ケルンの鐘』などの戯曲を発表して、社会主義とモダニスムを併せ持つ作風で注目を集めた。当初は労農芸術家連盟に所属していたが、その後第二文戦打倒同盟をへて日本プロレタリア作家同盟に参加した。
1933年1月6日、肺炎により死去。享年34歳。

## 親族
実妹・キミ（1933年没）は横光利一夫人であり、よって横光の義兄に当たる。

## 著作
- 『遥かなる眺望』春陽堂〈文壇新人叢書 第4編〉、1927年。
- 『ケルンの鐘』文芸戦線出版部、1930年。NDLJP:1030527。
- 「アスフアルト」『世界大都会尖端ジヤズ文学』 第5巻、春陽堂、1930年。
- 「同志よ、前へ」『日本戯曲集』 第6輯、新潮社、1930年。
- 「地平に規れるもの」『現代文学代表作全集』 第2巻、万里閣、1948年。
- 「地平に規れるもの」『日本現代文学全集』 第105巻、講談社、1969年。
  - 「地平に規れるもの」『日本現代文学全集』 第105巻（増補改訂版）、講談社、1980年。
- 「地平に現れるもの, 恐ろしき揺籃, 転戦十日間, 警備員」『日本プロレタリア文学集』 第13巻、新日本出版社、1986年。ISBN 9784406013611。
- 「群盗」『日本プロレタリア文学集』 第36巻、新日本出版社、1988年。ISBN 9784406016407。